# Лассон
Лассо́н (фр. Lasson) — коммуна во Франции, находится в регионе Нижняя Нормандия. Департамент коммуны — Кальвадос. Входит в состав кантона Крёлли. Округ коммуны — Кан.
Код INSEE коммуны — 14356.

## Население
Население коммуны на 2010 год составляло 601 человек.
| 1962 | 1968 | 1975 | 1982 | 1990 | 1999 | 2010 |
| ---- | ---- | ---- | ---- | ---- | ---- | ---- |
| 211  | 228  | 256  | 331  | 382  | 494  | 601  |

## Экономика
В 2010 году среди 423 человек трудоспособного возраста (15—64 лет) 310 были экономически активными, 113 — неактивными (показатель активности — 73,3 %, в 1999 году было 66,9 %). Из 310 активных жителей работали 291 человек (153 мужчины и 138 женщин), безработных было 19 (10 мужчин и 9 женщин). Среди 113 неактивных 53 человека были учениками или студентами, 44 — пенсионерами, 16 были неактивными по другим причинам.